# Conservatoire à rayonnement départemental d'Orléans
 (décembre 2023).
Le conservatoire à rayonnement départemental d'Orléans est une école de musique, de danse et de théâtre française située dans la ville d'Orléans, le département du Loiret et la région Centre-Val de Loire.
Depuis 2006, l'appellation officielle du conservatoire d'Orléans est conservatoire à rayonnement départemental de musique, de danse et de théâtre d'Orléans (CRD), après avoir été école nationale de musique depuis 1968.

## Historique

### L'enseignement musical avant 1790. Les Académies de musique
On lit généralement que, dès 1670, une académie de musique a existé à Orléans. On sait peu de choses sur les débuts de cette académie. Il semble qu'elle ait été peu active et qu'elle ait disparu assez rapidement. À l'époque, l'enseignement et la pratique de la musique savante relevaient d'abord de l'Église : depuis des siècles, c'est là qu'étaient les véritables conservatoires. Orléans (comme la plupart des autres villes de France et d'Europe) comptait deux maîtrises principales, deux chœurs d'enfants dans lesquels l'Église formait de jeunes garçons. Plusieurs deviendraient chantres-choristes ou « joueurs d'instruments » (appelés « symphonistes ») dans le chœur de la cathédrale ou celui de la collégiale Saint-Aignan (lieux où ils avaient été formés). Nombre d'entre eux entreraient dans d'autres ensembles musicaux du royaume (des ensembles à destination religieuse ou profane, y compris théâtrale). Ce sera, par exemple, le parcours de l'orléanais Gabriel-Vincent Thévenard, né en 1669, qui chantera les rôles de basse-taille (baryton) à l’Académie Royale de Musique de Paris (l'Opéra), de 1690 à 1730.
Comme partout ailleurs à l'église, l'un et l'autre chœur orléanais était composé d'hommes adultes, tous professionnels. Les garçons étaient intégrés à ces ensembles durant toute leur scolarité et rémunérés à la fin de leurs études. Ils tenaient la partie vocale de « dessus » (la partie de soprano), mais aussi, au cours des moments proprement liturgiques, faisaient entendre « les versets [de plain-chant], qu’il faut chanter sur un ton élevé et aigu ». Les futurs chantres apprenaient également à jouer d'instruments comme les claviers (orgue et clavecin), le serpent, le basson et la viole de gambe, dans la perspective de rejoindre ceux qui soutenaient ou accompagnaient les chantres du chœur. Beaucoup d'entre eux, devenus adultes, enseignaient ensuite leur art (en plus de leur temps de service), en donnant des leçons privées, en dehors du cadre de l'Église (ou de leur employeur principal). L'activité de maître du chœur et des enfants (de même que l'activité de choriste) favorisait les liens avec une autre composante du corps social : l'université et ses étudiants. C'est ainsi qu'Abraham Fourdy, maître de musique de Saint-Aignan pendant le premier tiers du XVIIe siècle, a pu être amené à chanter la haute-taille, accompagné au luth par un étudiant de la nation germanique (une des quatre nations qui regroupaient les élèves de ces « grandes écoles »).
C'est souvent grâce au concours de ces musiciens d'église qu'en ville une pratique et des concerts privés se sont développés, dans l'aristocratie de même que dans la bourgeoisie. La musique et la danse avaient leur place dans les salons privés, tout comme dans les milieux populaires dont les chansons urbaines, d'inspiration traditionnelle ou non, se nourrissaient de rythmes de danses et d'emprunts au chant liturgique ou aux opéras de Jean-Baptiste Lully. L'air Amants, aimez vos chaînes, extrait de Cadmus et Hermione de Lully, est un exemple connu (1673, acte V, scène 3). Quelque temps après, on retrouve cet « air en menuet », lui-même d'inspiration traditionnelle, dans le Noël des paroisses d'Orléans, avec des paroles adaptées. Ainsi, l'échange est réciproque. Des chansons spirituelles reprenaient des airs très répandus, d'origine populaire ou non, en pratiquant là aussi la technique de la parodie musicale (ce type de parodie ne comporte aucun aspect de caricature ou de moquerie). Un musicien formé à la collégiale Saint-Aignan d'Orléans dans les années 1680 et 1690, le compositeur Jean-Baptiste Morin, sera vers 1700 un des principaux créateurs de la cantate française, forme littéraire et musicale d'inspiration profane. Un air extrait de sa cantate Circé (Paris, Ballard, 1706), sera popularisé dès 1714 dans des arlequinades, sur les tréteaux du Théâtre de la foire (celles de Saint-Germain et Saint-Laurent), à Paris. En 1748, après beaucoup d'autres auteurs, l'orléanaise Marie-Madeleine Massuau, religieuse de l'abbaye de Voisins, près d'Orléans, reprit à son tour le motif musical de la morale (galante) qui termine cet air, dans un Recueil de Chansons morales et d’emblesmes Sur de petits Airs & Vaudevilles connus, parodiés par elle à des fins d'éducation et d'édification. Autre exemple, directement lié à la transmission orale, le plain-chant de Pâques, l'hymne O filii et filiæ, d'abord appris à l'église, se retrouve, complètement transformé mais reconnaissable, dans des chansons de quête ou des airs à danser issus d'une tradition séculaire. Aucun de ces univers musicaux n'était fermé.
Les académies provinciales naissantes, rares et parfois chancelantes, étaient donc loin d'être les seuls établissements d'enseignement pour la musique (il faudrait d'ailleurs ajouter la formation qui était dispensée au Collège des Jésuites, ancêtre du Lycée Pothier ; au cours des années 1620, c'est un compositeur novateur qui était responsable de la musique : le normand Charles d'Ambleville). Au XIXe siècle, dans ses Recherches historiques sur la ville d’Orléans, l'historien et musicien local Denis Lottin donna quelques renseignements sur l'académie créée le 20 avril 1670. Il écrit qu'elle « fut placée dans un local construit sur l’emplacement d’un très-ancien cimetière de protestants, rue des Huguenots [côté ouest de la rue], près de l’escalier du grand mail. On mit au-dessus de la porte intérieure une lyre, des cailloux sculptés, accompagnés de cette devise latine : Et saxa moventur » (« Même les pierres furent émues », référence au mythe d'Orphée). Il ajoute, à la date du 17 novembre 1670 : « premier bal public et par abonnements donné à Orléans dans la nouvelle salle de l’académie de musique, établie rue des Huguenots ».
Plus loin, à la date du 1er janvier 1727, Lottin donne d'autres indications : « l’académie de musique établie à Orléans, en 1670, après plusieurs interruptions et changements d’administration, était demeurée sous la protection, la surveillance et à la charge du corps de ville qui y avait placé un concierge payé par lui, sur les deniers communs ». Lottin relève qu'il a été « payé, le premier janvier, 360 livres à Brillard, concierge de l’académie de musique ».
Ainsi, dès son origine l'établissement connait une grande proximité avec la municipalité. C'était aussi le cas à Lyon, par exemple, où l'« Académie du concert » du « Palais des arts », très active de 1713 à 1773, était située sur la place des Terreaux, où se trouve également l'hôtel de ville.
De 1721-1722 à 1730, l'académie de musique d'Orléans, une nouvelle fois recréée, donne régulièrement des concerts ainsi que des cours. Elle est dirigée par son fondateur, le compositeur et maître de chapelle Louis Homet (1691-1767), alors choriste puis maître du chœur de la cathédrale Sainte-Croix d'Orléans. Contrairement à ce qu'on lit généralement, elle ne compte pas 70 exécutants (en 1722, c'est à Lyon, et non à Orléans, que leur nombre était de 70). À Orléans, on ignore en fait le nombre exact de ses membres.
Mais on a d'autres indications sur cette académie dirigée par Louis Homet. En 1808, un historien orléanais publie une recherche sur l'enseignement dans la ville et sa région. Il écrit : « Sous les auspices du Régent (Philippe d'Orléans), à qui nous devons le récitatif et les airs de quelques grands opéra[s], s'éleva dans notre ville une école de musique vocale et instrumentale ; tantôt les élèves donnaient plus d'agrément aux distributions des prix du collège [des Jésuites], tantôt ils réclamaient une attention exclusive, en appelant nos Orléanais à des concerts publics. Tandis qu'on applaudissait à la symphonie d'un élève, un autre enlevait tous les suffrages par le goût qu'il déployait dans ses cantates : poésie et musique se donnaient la main dans cette école, qui, suivant M. Arnaud de Nobleville (Arnault de Nobleville), tomba si rudement en 1730, qu'elle ne put se relever. On demandait de l'argent, ajoutait le jeune docteur, et personne ne voulait en donner ».
Ce n'est qu'au début de l'année 1757 que le jeune maître du chœur de la cathédrale Sainte-Croix, le compositeur François Giroust, la fait renaître. Elle disparut vers 1770, après son départ pour Paris l'année précédente. Il est possible que le jeune homme ait appartenu dès cette époque à la franc-maçonnerie (il devint en tout cas « frère à talent » au cours de son existence).
Les concerts de l'académie étaient hebdomadaires. C'est seulement le 10 novembre 1780, onze ans après le départ de Giroust, que les Annonces de l'Orléanois diffusèrent l'annonce suivante : « Aujourd’hui Premier Concert des Amateurs [comme à Paris, dès 1769] à la Nouvelle Salle, rue de l’Évêché » (actuellement rue Dupanloup). Là encore, comme en 1757, l'initiative (lancée deux ans plus tôt) revenait à des francs-maçons de la ville, liés au fils de l'intendant de la généralité (la province de l'Orléanais).
Faute de documents, on ne peut affirmer que l'académie créée par Giroust a diffusé un enseignement. Mais le « Projet de dépense » pour 1762 prévoyait qu'elle compterait parmi ses membres des musiciens qui étaient également « Maîtres d'éducation » : c'est le cas, par exemple, de l'organiste, claveciniste et compositeur orléanais Christophe Moyreau, dont on sait qu'il enseignait, à l'église comme en ville. On lit également le nom d'au moins un autre interprète et enseignant - lui aussi compositeur : (Jean-François) Foucard, basse-taille récitante (baryton soliste), membre du chœur de Sainte-Croix et compositeur de motets donnés, indifféremment, aux concerts de l'académie et à l'église. On sait que Foucard a été, dans le même temps, professeur en ville, pour le chant et la guitare.
Dans cette académie dirigée par Giroust, on constate encore qu'un « maître de danse », membre de la dynastie orléanaise des Darnault (Jacques-Regnault sinon l'un de ses fils), était second violon dans l'orchestre. Jacques-Regnault était également joueur de violoncelle (« bassier ») pour la « chapelle de musique » (le chœur, ou psallette) de la cathédrale. Il est l'auteur de partitions de ballets, donnés à la distribution des prix du collège des Jésuites (l'ancêtre du lycée Pothier) qui, malheureusement, ne nous sont pas parvenues. Jacques-Regnault avait aussi épousé la sœur de Christophe Moyreau, Jeanne-Françoise. Un autre violoniste et maître à danser, Jean Robert, et sa fille, Marie-Louise Robert-Geuffronneau, ne figurent pas dans la liste des « académiciens » prévus pour l'exercice de 1762 (seule conservée), mais il est parfaitement possible qu'ils aient joué occasionnellement au sein de l'ensemble, car ils étaient liés à plusieurs de ses membres. L'un et l'autre firent graver des contredanses qui subsistent actuellement.
Par ailleurs, on pensait depuis longtemps que le premier violon de cette académie était Charles-Antoine Branche (1722-après 1800 ?), connu comme compositeur. Auparavant, il avait occupé le même emploi à la Comédie-Française. En réalité, le premier violon de l'académie de musique d'Orléans portait bien ce patronyme mais ne pouvait pas être Charles-Antoine, qui démissionnera de la Comédie-Française en 1765. Il s'agit en fait de Charles-Florent (né dans le diocèse de Laon, vers 1734, ce musicien mourra à Orléans le 12 mars 1766). Il était peut-être en lien familial avec Charles-Antoine.
La fille du luthier orléanais (François) « Lupot » chantait elle aussi soliste dans les concerts de l'académie (premier dessus, c'est-à-dire soprano).
Les Académies, de même que les chœurs d'église, furent supprimées par la Révolution de 1789. Ce sont d'abord des écoles privées qui durent prendre le relais (comme le Lycée des arts réunis, au début du XIXe siècle à Orléans, dans lequel officiera un ancien organiste orléanais, Martin Nioche, ou comme l’École de Musique créée en 1819, rue de la Bretonnerie, par trois personnages : en particulier par le compositeur orléanais d'origine allemande Sébastien Demar, lui aussi pianiste et organiste. Fétis écrit que Demar avait terminé sa formation auprès du compositeur Franz-Xaver Richter, maître de musique (maître de chapelle) de la cathédrale de Strasbourg (Richter est représentatif de l'école préclassique dite « de Mannheim » au même titre que le compositeur Carl Stamitz). Les deux autres créateurs de l'établissement orléanais sont Vaillant (ancien maîtrisien de la cathédrale d'Orléans) et un certain Boissard.
Progressivement le chœur et la maîtrise de la cathédrale reprirent vie (à partir de l'année qui suivit le Concordat de 1801), tout d'abord avec grande difficulté : il n'y avait plus guère de ressources financières et l'enseignement, autant que les pratiques, avaient été désorganisés. Les choses progressèrent lentement, tout au long du siècle, avec des périodes plus difficiles que d'autres, par exemple pendant le règne de Louis-Philippe 1er, monarque anticlérical (1830-1848). À partir de 1865 puis de 1890, grâce au maître de chapelle Alexandre Lemoine et à son successeur Marcel Laurent, Sainte-Croix put reprendre une place importante dans le paysage musical de la ville, au point de faire concurrence et de rivaliser avantageusement avec les deux écoles de musique : celle de l'Institut musical, né en 1834 et l'École municipale de musique, née au début de ce dernier tiers du siècle (1870). Alexandre Lemoine était lié à Charles Gounod (il le fera venir deux fois à Orléans), tandis que Laurent sera proche de Théodore Dubois, organiste et maître de chapelle parisien puis directeur du CNSM (le Conservatoire de Paris) et membre de l'Académie des Beaux-Arts (où il succéda à Gounod).

### L'Institut musical
C'est donc en 1834, peu après la mort de Demar, que naquit le premier ancêtre direct du Conservatoire. Il prit pour nom : Institut musical d'Orléans. Son objectif était d'organiser des concerts et d'enseigner la musique. Les concerts avaient lieu dans un ancien Jeu de paume, rue Serpente, à l'emplacement approximatif de l'actuelle école maternelle Roger Secrétain.
L'organiste et compositeur Marius Gueit (Hyères 1808-Paris 1865), fut organiste titulaire de l'église Saint-Paterne d'Orléans de 1832 à 1840. Il était également violoncelliste à l'Institut musical. Jacques-Firmin Vimeux, maître de chapelle de la cathédrale Sainte-Croix depuis 1832, y joua quant à lui du trombone.

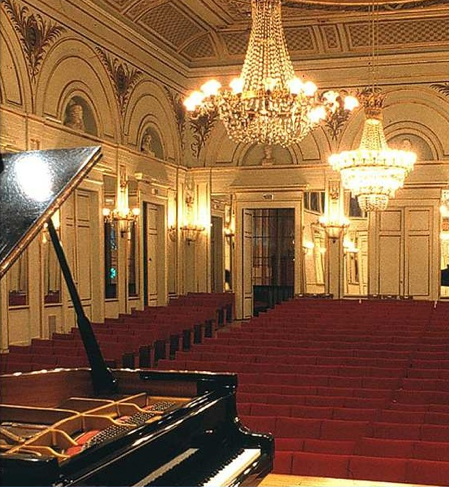
Salle de l'Institut

Devant le succès des concerts donnés à l'Institut, la salle devint vite trop petite et la construction d'un bâtiment approprié fut décidée (ce sera la Salle de l'Institut, intégrée au rez-de-chaussée de l'actuel Conservatoire). La réalisation fut confiée à l'architecte orléanais François Pagot. Une société d'actionnaires se constitua, qui conclut le 30 mai 1840 un traité avec la ville : celle-ci concédait un terrain séparant la place de l'Étape de la place Sainte-Croix et versait annuellement à la société une somme de 1 100 francs pendant 39 ans ; le bâtiment devait lui revenir ensuite. Le financement fut assuré par les souscripteurs. Toutefois, le montant des travaux dépassa largement les prévisions. Le capital dut être augmenté et deux nouvelles séries d'actions furent émises et le chef d'orchestre consentit un prêt. Commencé en 1841, la construction, dont le coût s'éleva à 232 000 francs, fut terminée au début de l'année 1844. Le traité passé avec la ville fut modifié en 1847, portant à 1 500 francs le montant des annuités versées et la remise du bâtiment fut repoussée au 1er janvier 1889.
Le registre des souscripteurs rédigé en 1841 permet de connaître ceux qui soutenaient l'entreprise. Outre les habituels négociants et propriétaires, le monde judiciaire participa largement au financement. Les professionnels de la musique étaient représentés par deux luthiers, Allain et Loddé, mais les musiciens orléanais étaient étrangement absents, à l'exception du chanteur Féréol. On note en revanche la participation du violoniste parisien Ernst, qui était venu se faire entendre à Orléans à plusieurs reprises, et qui joua au concert d'inauguration.
La salle de concerts - l'actuelle salle de l'Institut, à l'excellente acoustique - a accueilli les concerts de l'orchestre de l'Institut et des artistes de l'époque romantique et du Second Empire. L'Institut enseigne alors, principalement, le piano et le chant soliste.
On notera la présence d'une plaque dans le hall de la salle de l'Institut qui rappelle que : « Dans cette salle, [le compositeur] César Franck, de 1845 à 1863, a participé comme pianiste accompagnateur à tous les concerts de l'Institut musical » (hommage rendu au XXe siècle par René Berthelot, directeur du Conservatoire et grand admirateur du musicien).
Un second établissement d'enseignement musical, plus démocratique et accessible aux filles, voit le jour en 1870 : l'école municipale de musique.
Les deux établissements fusionnent, en 1920, en une école nationale de musique qui devient rapidement un conservatoire.

### Le Conservatoire
Dès sa prise de fonction, son directeur Antoine Mariotte reconstitue un orchestre et fonde la Société des Concerts du Conservatoire avec laquelle il organise 155 concerts jusqu'en 1936.
René Berthelot lui succède de 1936 à 1972, Claude-Henry Joubert de 1972 à 1987, puis Jean-Marc Cochereau de 1987 à 2000. Tous trois assument la double fonction de directeur du conservatoire et de chef de l'orchestre d'Orléans.
En septembre 2001, Jean-Dominique Krynen prend la direction du conservatoire tandis que Jean-Marc Cochereau conserve la direction de l'orchestre symphonique d'Orléans. En septembre 2009, un professeur, Frédéric Juranville, assure temporairement la direction. En septembre 2010, Agnès Hervé-Lebon est nommée à la tête de l'établissement, poste qu'elle quitte fin 2016 pour le CRR de Reims,.
En 2007, le conservatoire possédait une équipe de 95 enseignants pour 37 disciplines enseignées à environ 1 400 élèves (dont 400 dans les écoles ouvertes en 1985 dans les quartiers d'Orléans-la-Source et des Blossières.
| Directeur                                              | Année de prise de fonction | Dernière année en fonction |
| ------------------------------------------------------ | -------------------------- | -------------------------- |
| Antoine Mariotte                                       | 1920                       | 1936                       |
| René Berthelot                                         | 1936                       | 1972                       |
| Claude-Henry Joubert                                   | 1972                       | 1987                       |
| Jean-Marc Cochereau                                    | 1987                       | 2000                       |
| Jean-Dominique Krynen                                  | 2001                       | 2009                       |
| Frédéric Juranville (enseignant / non nommé : intérim) | 2009                       |                            |
| Agnès Hervé-Lebon                                      | 2010                       | 2016                       |
| Véronique Théry                                        | 2017                       |                            |

## Présentation
Le CRD d'Orléans est l'une des composantes de l’Union des conservatoires et écoles de musique du Loiret qui regroupe par ailleurs quatre conservatoires à rayonnement communal (Montargis, Saint-Jean-de-la-Ruelle, Olivet, Fleury-les-Aubrais), quinze écoles municipales (Amilly, Boigny-sur-Bionne, Dampierre-en-Burly, Gien, Ingré, La Chapelle-Saint-Mesmin, Malesherbes, Meung-sur-Loire, Ormes, Patay, Pithiviers, Saint-Jean-le-Blanc, Saran, Semoy, Sully-sur-Loire) et huit écoles associatives (Chaingy, Chécy, Jargeau, Saint-Ay, Saint-Cyr-en-Val, Saint-Denis-en-Val, Saint-Jean-de-Braye, Saint-Martin-d’Abbat).

### Implantations
Le Conservatoire est réparti en quatre sites, deux sont situés dans le centre-ville, sur la place Sainte-Croix et dans l'hôtel des Créneaux ; deux écoles musique sont implantées dans des quartiers excentrés, au sud à Orléans-la-Source et au nord aux Blossières.

### Formations
En 2010, un ensemble de 37 disciplines dans les domaines de la musique, de la danse, et de l'art dramatique sont enseignées au conservatoire.
Les enseignements de musique et de danse sont proposés en trois cycles d'une durée allant de deux à cinq ans.
Le théâtre est également enseigné sur trois cycles sur une période maximale de six ans.

## Personnalités liées au Conservatoire

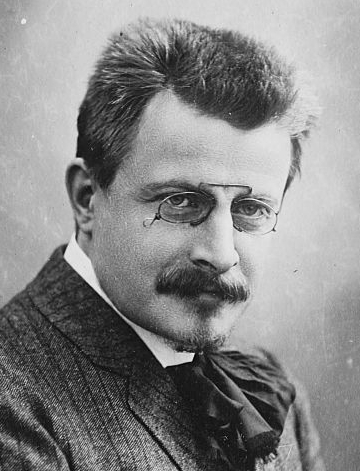
Antoine Mariotte, directeur du conservatoire de 1920 à 1937

Plusieurs personnalités sont liées au Conservatoire d'Orléans en qualité d'étudiant, d'enseignant, de concertiste ou de directeur :
- César Franck (1822-1890), professeur, organiste et compositeur d'origine belge, naturalisé français, participa aux concerts de l'Institut de 1845 à 1863 en qualité de pianiste accompagnateur ;
- Antoine Mariotte (1875-1944), compositeur français, dirigea le Conservatoire de 1920 à 1937 ;
- Émile Rousseau (1899-1979), artiste lyrique baryton, soliste à l'Opéra-Comique, professeur au Conservatoire d’Orléans, puis en 1958 au Conservatoire national supérieur de musique et de danse de Paris[41].;
- René Berthelot (1903-1999), compositeur et chef d'orchestre français, fut élève, professeur et directeur du Conservatoire à partir de 1937 ;
- Louis Courtinat (1908-1998) y enseigna le cor de 1943 à 1951. Il était cor solo à l'Orchestre national de France de 1935 à 1960 créé par Désiré-Émile Inghelbrecht ;
- Geneviève Eustache-Dinand (1927-1987), pianiste française, y enseigna ;
- Ida Ribera, flûtiste, y enseigna une vingtaine d'années avant d'être nommée assistante de Jean Pierre Rampal au CNSMDP. De nombreux flûtistes professionnels sont issus de sa classe d'Orléans ;
- Fernand Éché, (1921-2019) cor anglais solo de l'Orchestre Lamoureux y enseigna 30 ans, formant plusieurs hautboïstes professionnels ;
- Pierre-Alain Biget (1944-2014), flûtiste et chef d'orchestre ;
- Jean-Marc Cochereau (1949-2011), chef d'orchestre français, dirigea le Conservatoire de 1987 à 2000 et fut directeur musical de l'Orchestre symphonique d'Orléans de 1987 à sa mort le 10 janvier 2011[42],[43] ;
- Philippe Fénelon, compositeur ;
- Reinhardt Wagner, compositeur français de musique de films né en 1956 y a commencé ses études ;
- Agnès Mellon, soprano spécialisée dans le répertoire baroque, a étudié au conservatoire d'Orléans ;
- Jean-Dominique Krynen, compositeur, musicologue et pédagogue français né en 1958, dirigea le Conservatoire de 2001 à 2009 ;
- Cyril Couton, acteur français né en 1972 y étudia de 1991 à 1995 ;
- Marion Cotillard, actrice française née en 1975, obtint en 1994 le premier prix du Conservatoire d'art dramatique[44] ;
- Jean Périmony, comédien, professeur, metteur en scène, décorateur et costumier français y a été enseignant de 1983 à 1986 ;
- Françoise Thinat, pianiste classique française, y fut enseignante. Elle créa le concours international de piano d'Orléans en 1994 ;
- Virginie Peignien, actrice française, étudia au Conservatoire d'art dramatique ;
- Malena Ernman, participante au Concours Eurovision de la chanson de 2009 à Moscou et mère de la militante écologiste suédoise Greta Thunberg.

De nombreux musiciens professionnels ont été formés dans ce conservatoire et ont rejoint des postes d'enseignants dans divers établissements d'enseignement musical (CNR, ENM, etc.) ou de grandes formations symphoniques.
On peut citer entre autres :
- Jacques Dumont, violoniste et compositeur, violon solo du Quatuor Pascal puis du Quatuor national de l'ORTF et enfin professeur de musique de chambre au CNSMDP ;
- Olivier Grenat, professeur de violoncelle de 1942 à 1964, était un élève de Pablo Casals et deuxième violoncelle solo de l'Orchestre symphonique de Paris avant la deuxième guerre mondiale ;
- Les frères et sœurs Beaujouan, membres de diverses formations symphoniques parisiennes ;
- Jean-Yves Bernard, cor solo de l'orchestre philharmonique de Radio France ;
- La famille Leroy dont plusieurs membres sont devenus des musiciens et pédagogues ;
- Bertrand Grenat, deuxième hautbois solo de l'Orchestre national de France ;
- Antoine Tharaud, bassoniste de l'Orchestre de Paris ;
- Jean Gothold, trombone basse de l'Orchestre national de Lyon ;
- Joel Marangella (en) (USA), hautbois solo de l'Opéra de Perth en Australie ;
- Daniel Py, cor anglais solo de l'Orchestre Lamoureux[45] ;
- Pascal Proust, corniste et compositeur.
- Philippe Roy, hautboïste à l'Orchestre philharmonique de Nice ;
- Marina Chamot-Leguay, flûte solo de l'Ensemble orchestral de Paris.